# Merry Christmas, Baby
Merry Christmas, Baby é o 27º álbum de estúdio de Rod Stewart e seu primeiro trabalho natalino, lançado em 30 de outubro de 2012. A obra provou ser um sucesso no top 10 em muitos países, incluindo Reino Unido, EUA, Canadá e Austrália. Foi certificada como Platina pela Recording Industry Association of America em novembro de 2012, com mais de 1.000.000 de cópias vendidas nos EUA.

## Recepção

### Crítica
| Críticas profissionais | Críticas profissionais |
| Pontuações agregadas   | Pontuações agregadas   |
| Fonte                  | Avaliação              |
| ---------------------- | ---------------------- |
| Metacritic             | 53/100                 |
| Avaliações da crítica  |                        |
| Fonte                  | Avaliação              |
| AllMusic               | [ 4 ]                  |
| BBC Music              | (positiva)             |
| The Guardian           | [ 6 ]                  |
| The Independent        | [ 7 ]                  |
| NME                    | 3/10                   |
| Slant Magazine         | [ 9 ]                  |

Merry Christmas, Baby recebeu avaliações mistas de críticos musicais. No Metacritic, que atribui uma máxima de 100, o álbum recebeu uma pontuação média ponderada de 53, o que indica "críticas mistas ou médias", com base em 6 avaliações. Em fevereiro de 2013, o trabalho foi indicado ao prêmio canadense Juno Award na categoria Álbum Internacional do Ano.

### Comercial
Merry Christmas, Baby estreou em terceiro lugar na parada Billboard 200, com vendas de 117.000 cópias na primeira semana, de acordo com a Nielsen SoundScan, e passou um total de oito semanas no top 10. Com vendas totais de 858.000 cópias nos EUA em 2012, Merry Christmas, Baby foi o álbum de Natal/feriado mais vendido do ano. Também foi o décimo quinto álbum mais vendido do ano nos EUA, de acordo com a Billboard, e o nono álbum físico mais vendido no país, de acordo com o Relatório da Indústria Musical de 2012 da Nielsen Company.
No Reino Unido, o álbum estreou em segundo lugar na parada de álbuns e passou seis semanas no top 10. Vendeu 421.000 cópias no país apenas em 2012 e suas vendas somaram 636.000 até o momento . No Canadá, passou oito semanas no top 10 da Canadian Albums Chart, com três semanas consecutivas na primeira posição. Foi o nono álbum mais vendido no Canadá em 2012, com o total de 135.000 cópias.
Em todo o mundo, o álbum alcançou vendas totais de 2,6 milhões em 2012, de acordo com a Federação Internacional da Indústria Fonográfica, tornando-se o sétimo álbum mais vendido do ano.

## Faixas
- Todas as faixas produzidas por David Foster; exceto "Auld Lang Syne" produzida por Rod Stewart e Kevin Savigar.[21]

| N.º            | Título                                                                   | Compositor(es)                        | Duração |  |
| 1.             | "Have Yourself a Merry Little Christmas"                                 | Hugh Martin, Ralph Blane              | 4:31    |  |
| 2.             | "Santa Claus Is Coming to Town"                                          | J. Fred Coots, Haven Gillespie        | 2:48    |  |
| 3.             | "Winter Wonderland" (com Michael Bublé)                                  | Felix Bernard, Richard B. Smith       | 2:26    |  |
| 4.             | "White Christmas"                                                        | Irving Berlin                         | 3:49    |  |
| 5.             | "Merry Christmas, Baby" (com CeeLo Green & Trombone Shorty)              | Johnny Moore, Lou Baxter              | 3:53    |  |
| 6.             | "Let It Snow! Let It Snow! Let It Snow!" (com Dave Koz)                  | Sammy Cahn, Jule Styne                | 2:51    |  |
| 7.             | "What Are You Doing New Year's Eve?" (com Ella Fitzgerald & Chris Botti) | Frank Loesser                         | 3:43    |  |
| 8.             | "Blue Christmas"                                                         | Billy Hayes, Jay W. Johnson           | 3:30    |  |
| 9.             | "Red-Suited Super Man" (com Trombone Shorty)                             | Rod Stewart, David Foster, Amy Foster | 3:11    |  |
| 10.            | "When You Wish upon a Star"                                              | Leigh Harline, Ned Washington         | 3:47    |  |
| 11.            | "We Three Kings" (com Mary J. Blige)                                     | John Henry Hopkins Jr.                | 3:27    |  |
| 12.            | "Silent Night"                                                           | Franz Xaver Gruber, Joseph Mohr       | 4:24    |  |
| 13.            | "Auld Lang Syne"                                                         | Traditional, Robert Burns             | 3:45    |  |
| Duração total: | Duração total:                                                           | Duração total:                        | 46:04   |  |

| Faixas bônus da edição deluxe |                       |                           |         |  |
| N.º                           | Título                | Compositor(es)            | Duração |  |
| 14.                           | "What Child Is This?" | William Chatterton Dix    | 4:17    |  |
| 15.                           | "The Christmas Song"  | Mel Tormé, Robert Wells   | 3:39    |  |
| 16.                           | "Silver Bells"        | Jay Livingston, Ray Evans | 3:25    |  |
| Duração total:                | Duração total:        | Duração total:            | 57:25   |  |

Nota
- "What Are You Doing New Year's Eve" usa uma amostra vocal da gravação de Ella Fitzgerald com o mesmo nome.[22]

## Paradas musicais

### Paradas semanais
| Parada (2012)                         | Melhor posição |
| ------------------------------------- | -------------- |
| Austrália (ARIA)                      | 3              |
| Áustria (Ö3 Austria Top 40)           | 5              |
| Bélgica (Ultratop Flandres)           | 30             |
| Bélgica (Ultratop Valônia)            | 41             |
| Canadá (Billboard)                    | 1              |
| Croácia (IFPI)                        | 38             |
| Dinamarca (Hitlisten)                 | 33             |
| Países Baixos (Dutch Charts)          | 6              |
| Alemanha (Offizielle Deutsche Charts) | 22             |
| Hungria (MAHASZ)                      | 28             |
| Irlanda (IRMA)                        | 5              |
| Itália (FIMI)                         | 28             |
| Nova Zelândia (RMNZ)                  | 1              |
| Noruega (VG-lista)                    | 7              |
| Polónia (ZPAV)                        | 16             |
| Portugal (AFP)                        | 12             |
| Escócia (Official Scottish Albums)    | 2              |
| Espanha (PROMUSICAE)                  | 20             |
| Suécia (Sverigetopplistan)            | 2              |
| Suíça (Schweizer Hitparade)           | 45             |
| Reino Unido (Official Albums Chart)   | 2              |
| Estados Unidos (Billboard 200)        | 3              |

### Pararas de fim de ano
| Parada (2012)              | Posição |
| -------------------------- | ------- |
| Austrália (ARIA)           | 20      |
| Holanda (Album Top 100)    | 96      |
| Suécia (Sverigetopplistan) | 16      |
| Reino Unido (OCC)          | 14      |
| EUA Billboard 200          | 170     |

| Parada (2013)      | Posição |
| ------------------ | ------- |
| Canadá (Billboard) | 15      |
| Reino Unido (OCC)  | 77      |
| EUA Billboard 200  | 26      |

## Certificações
| Região                                                                                                  | Certificação | Vendas     |
| --- | ------------ | ---------- |
| Austrália (ARIA)                                                                                        | 2× Platina   | 175 000^   |
| Canadá (Music Canada)                                                                                   | 3× Platina   | 280 000^   |
| Irlanda (IRMA)                                                                                          | Platina      | 22 500^    |
| Nova Zelândia (RMNZ)                                                                                    | 2× Platina   | 37 500^    |
| Polônia (ZPAV)                                                                                          | Ouro         | 10 000*    |
| Reino Unido (BPI)                                                                                       | 2× Platina   | 636,000    |
| Estados Unidos (RIAA)                                                                                   | Platina      | 1,000,000^ |
| *números de vendas baseados somente na certificação ^números de vendas baseados somente na certificação |              |            |